# میلوارد ال. سیمپسون
میلوارد ال. سیمپسون (به انگلیسی: Milward L. Simpson) سناتور سابق عضو حزب جمهوری‌خواه ایالات متحده آمریکا بود. وی در سال ۱۹۶۲ تا ۱۹۶۷ میلادی سناتور ایالت وایومینگ در سنای ایالات متحده آمریکا بود.